# 伊尔申贝格
伊尔申贝格是德国巴伐利亚州的一个市镇。总面积53.91平方公里，总人口3114人，其中男性1547人，女性1567人（2011年12月31日），人口密度58人/平方公里。